# Johnny Mathis (Countrysänger)
„Country“ Johnny Mathis (* 28. September 1933 in Maud, Texas; † 27. September 2011 in Nashville, Tennessee) war ein US-amerikanischer Country-Sänger und Komponist. Den auch von Country Joe McDonald getragenen Beinamen Country erhielt er, um nicht mit dem Popsänger Johnny Mathis verwechselt zu werden.

## Karriere
Johnny Mathis startete seine Karriere bei der Radioshow Louisiana Hayride, kurze Zeit später wurde er neben seinem Freund Jimmy Lee Fautheree Mitglied des Duos Jimmy and Johnny. Bei den Capitol Records bekamen sie einen Plattenvertrag, ihren größten Hit hatten sie 1954 mit If You Don’t, Somebody Else Will. Außerdem war Mathis Mitglied weiterer Radioshows wie dem Big D Jamboree, dem Liberty Jamboree oder dem EZ Hoedown in New Orleans. Mitte der 1950er-Jahre stieg Mathis aus dem Duo aus und startete seine Solokarriere. In der folgenden Zeit nahm er für verschiedene Labels zahlreiche, jedoch unbedeutende, Platten auf. Als Songwriter war Mathis jedoch weitaus erfolgreicher; seine Titel wurden von erfolgreichen Country-Musikern wie George Jones, Johnny Paycheck und Webb Pierce aufgenommen. Seine letzte Chartplatzierung hatte Mathis in den 1960er-Jahren.
Seit 1999 hatte Johnny Mathis sich aufgrund eines schweren Schlaganfalles aus der Öffentlichkeit zurückgezogen. Sein Sohn John startete ebenfalls eine Karriere als Komponist und Country-Musiker.

## Titel
- I’ve Been Known To Cry
- Welcome Home
- Country Music Keeps on Growing
- Make Me One More Memory
- Harbor Of Love